# Якир, Ирина Петровна
Ири́на Петро́вна Яки́р (7 мая 1948, Головинщино, Пензенская область — 2 мая 1999, Иерусалим, Израиль) — советская диссидентка, общественная деятельница, участница правозащитного движения 1960—1970-х годов, составительница бюллетеня «Хроника текущих событий» (1970—1972). Адресат лирических стихотворений Ю. Кима.

## Биография
Родилась в 1948 году в селе Головинщино (ныне — в Каменском районе Пензенской области) в семье политических заключённых. Родители — Пётр Ионович Якир и Валентина Ивановна Савенкова — познакомились в воркутинском лагере, где оба находились по обвинению по 58-й статье Уголовного кодекса РСФСР как «враги народа». После освобождения из лагеря В. И. Савенкова поехала к родственникам в Пензенскую область, после рождения дочери переехала в Мурманск к родным, в 1949 году вновь была арестована и отправлена на поселение в Центральную Сибирь. Ранние годы Ирина провела в Мурманске у прабабушки и прадеда.
Отец Ирины освободился в 1952 году, разыскал жену в ссылке, в номерном посёлке для ссыльных без названия в окрестностях села Шадрино Енисейского района Красноярского края. Вскоре семья объединилась — прадед с правнучкой перебрался в Сибирь. В 1956 году, с наступлением хрущёвской оттепели, семья поселилась в Подольске, где Ирина пошла в школу. В 1957 году, после реабилитации имени расстрелянного деда Ирины, командарма И. Э. Якира, на Пленуме ЦК КПСС, семья переехала в Москву.
В 1963 году Ирина познакомилась с поэтом и бардом Юлием Кимом, вскоре зародилось взаимное чувство. В середине 1960-х Ким на полгода уехал на Дальний Восток, там поэтом были написаны многие обращённые к Ирине Якир лирические стихотворения.
В 1966 году, окончив школу, Якир поступила в Московский историко-архивный институт, вышла замуж за Ю. Кима. Включилась в диссидентское движение, за участие в котором подвергалась преследованиям, в 1969 году была исключена из комсомола и отчислена из института с формулировкой «за невыполнение учебного плана и за поведение, недостойное советской студентки». Якир продолжала правозащитную деятельность, занималась созданием и распространением самиздата, поддерживала коллективные письма, участвовала в демонстрациях протеста. Участвовала в первой публичной акции протеста с требованием гласности предстоящего суда над А. Синявским и Ю. Даниэлем — «митинге гласности» на Пушкинской площади (5 декабря 1965), демонстрации активистов крымскотатарского движения в защиту П. Г. Григоренко с требованиями вернуть депортированных крымских татар на родину на площади Маяковского (6 июня 1969).
С возникновением в 1968 году бюллетеня «Хроника текущих событий» принимала участие в его подготовке, в 1970—1972 годах была одной из ключевых фигур, осуществлявших работу над изданием (подготовка выпусков 12—27). Помогала политическим заключённым, принимала участие в работе Фонда помощи преследуемым и их семьям. С 1969 года поддерживала политические документы Инициативной группы по защите прав человека в СССР, в том же году подписала заявление протеста в первую годовщину ввода советских войск в Чехословакию. Неоднократно подвергалась задержаниям, допросам, обыскам, получала «предупреждения» по Указу Президиума Верховного совета СССР от 25 декабря 1972 (1968, 1969, 1973).
В 1972 году был арестован отец — П. И. Якир, Ирина стала одним из фигурантов «Дела № 24». По оценкам правозащитников, «её показания на следствии были безукоризненны. Она подтвердила, что занималась хроникой, но категорически отказалась называть какие-либо другие фамилии».
В 1973 году у Якир и Кима родилась дочь.
В 1970-х годах И. П. Якир работала в архивах, занималась историко-литературным трудом, участвовала в подготовке томов «Литературного наследства», посвящённых творчеству А. Блока и А. Белого.
В 1996 году у И. П. Якир обнаружилось онкологическое заболевание, которое стало причиной эмиграции в Израиль осенью 1998 года. Последние полгода жизни прошли в больнице. И. П. Якир скончалась в 1999 году в Иерусалиме. Похоронена на кладбище Гиват-Шауль.
К И. П. Якир обращён цикл стихотворений Ю. Кима «Письма Ирине», сборник поэта «Путешествие к маяку» (2000) посвящён её памяти.